# リー・メトカーフ
リー・ウォーレン・メトカーフ(英語: Lee Warren Metcalf, 1911年1月28日 – 1978年1月12日)は、アメリカ合衆国出身の政治家、弁護士、裁判官。民主党員。
1953年からアメリカ合衆国下院議員を4期務め、1961年からアメリカ合衆国上院議員を3期務めた。メトカーフはモンタナ州生まれの初の上院議員であり、上院終身仮議長代行を務めた唯一の人物である。

## 経歴・人物
メトカーフは、モンタナ州スティーブンスビルで、ハロルド・E・メトカーフとローダ（旧姓スミス）・メトカーフの間に生まれた。 父ハロルドは、スティーブンスビルのファースト・ステート銀行の出納係であった。 一家が所有する農場で育ち、1928年にスティーブンスビル高校を卒業した後、モンタナ大学（当時はモンタナ州立大学）に入学し、アメリカンフットボールのチームに所属していた。
モンタナ州立大学に1年通った後、メトカーフはカリフォルニア州に移り、ロサンゼルス市立学校庭園で1年間働いた後、スタンフォード大学に入学し、1936年に歴史と経済の学士号を取得した。 スタンフォード大学在学中は、シグマ・カイ友愛会に所属し、ポップ・ワーナーの下でアメフトをプレイしていた。 また、1936年にはモンタナ大学ロースクールで法律の学位を取得し、弁護士資格を取得し、スティーブンスビルに弁護士事務所を開いた。
1936年11月、モンタナ州下院議員に民主党員としてラヴァリ郡から当選した。 州議会議員として、最低賃金30セントの設定や、鉱山会社が従業員に勤務後の坑内作業時間の賃金を支払うことを義務付ける法案を提出した。1937年から1941年までモンタナ州司法長官補を務めた後、弁護士としての活動を再開した。1938年にドナ・フーバーと結婚し、一人息子のジェリーが生まれたが、ジェリーも州議会議員として活躍した。
1942年、陸軍士官学校を経てアメリカ陸軍に入隊した。 第5軍団の参謀としてノルマンディー上陸作戦に参加した。 その後、第1軍第9歩兵師団第60歩兵連隊に所属し、バルジの戦いなどヨーロッパ戦線に参加した。 1946年4月、中尉として除隊した。
1946年、レイフ・エリクソン判事がバートン・K・ウィーラーの上院議員選挙に出馬するために辞任したため、メトカルフはモンタナ州最高裁の准判事に選出され、1952年に下院議員選挙に出馬するまで務めた。

### 連邦下院議員
1952年、民主党現職のマイク・マンスフィールド下院議員が上院議員選挙への出馬を表明したため、モンタナ州第1選挙区の下院議席が空いた。メトカーフは同選挙に立候補し、共和党の対立候補ウェリントン・D・ランキンを破った。 その後、1954年、1956年、1958年と3期にわたって再選され、どの選挙でも得票率も56％を下回らず安定した支持を得た。
下院議員時代は、教育労働委員会、内務・島嶼問題委員会、宇宙飛行士・宇宙探査特別委員会、方法・手段委員会に所属していた。 リベラルな国内社会法の制定や議会手続きの改革を推進する議会の「青年トルコ人」の一人として知られるようになった。国内社会法については、高齢者に対する医療プログラムに関する法案を議会に提出している。同法案は実現には至らず、高齢者向け医療の法整備は1965年にメディケアが制定されるまで待たれることとなった。また、教育への連邦資金の援助を投入する包括的な法案を後援し、「ミスター・エデュケーション」とのあだ名が付けられた。

### 連邦上院議員
1960年、民主党現職のジェームズ・E・マレー上院議員が引退を表明したため、メトカーフは空席となったモンタナ州第2部に立候補し、予備選挙で元モンタナ州知事のジョン・W・ボナーを破って民主党の指名を獲得した。 総選挙では、保守派の元連邦下院議員(MT-2)である共和党のオービン・フジャレと接戦の末勝利を収めた。
「自然保護運動の先駆者」と評されるメトカーフは、自然環境の保護や公益事業の規制に取り組んだ。1964年の荒野法の成立に貢献し、グレートベア荒野とアブサロカ-ベアトゥース荒野の設置及び保全を支援した。1962年には、自然のレクリエーション施設を保護し、高速道路建設による自然破壊から野生の動植物を保護するための法案を提出した。また、長年にわたり渡り鳥保護委員会のメンバーを務めていた。
下院議員時代と同様に教育問題にも積極的に取り組み、初等中等教育法や職業教育を改善するための法律などを主導した。 また、マンスフィールド上院議員と協力し、平和部隊の設立にこぎつけた。
その後、1966年と1972年にも再選されたが、1978年選挙には出馬しなかった。

### 終身仮議長代行
1963年6月、上院仮議長カール・ヘイデン（アリゾナ州選出）が病気になったため、メトカーフ上院議員は終身仮議長代行 (Permanent Acting President pro tempore) に任命された。この職には定められた任期がなかったため、メトカーフは1978年に亡くなるまで同職にあった。また、2021年現在、同職に就任したのはメトカーフだけである。

## 死亡
1978年1月12日、66歳のメトカーフはヘレナの自宅で寝ている間に心臓発作で亡くなり、火葬された。遺灰はモンタナの荒野にある彼のお気に入りの場所に撒かれた。彼の死は、翌日にミネソタ州出身の同僚であるヒューバート・H・ハンフリー元副大統領が亡くなったことで影を潜めた。
1978年、モンタナ州のラヴァリ国立野生生物保護区は、リー・メトカーフ国立野生生物保護区に改称された。 1983年、議会の決議により、モンタナ州南西部にリー・メトカーフ原生地域が彼に敬意を表して創設された。
メトカーフは、新聞「The Missoulian」に掲載された「今世紀で最も影響力のあるモンタナン100人」の15位にランクインしている。